# Фототрофи

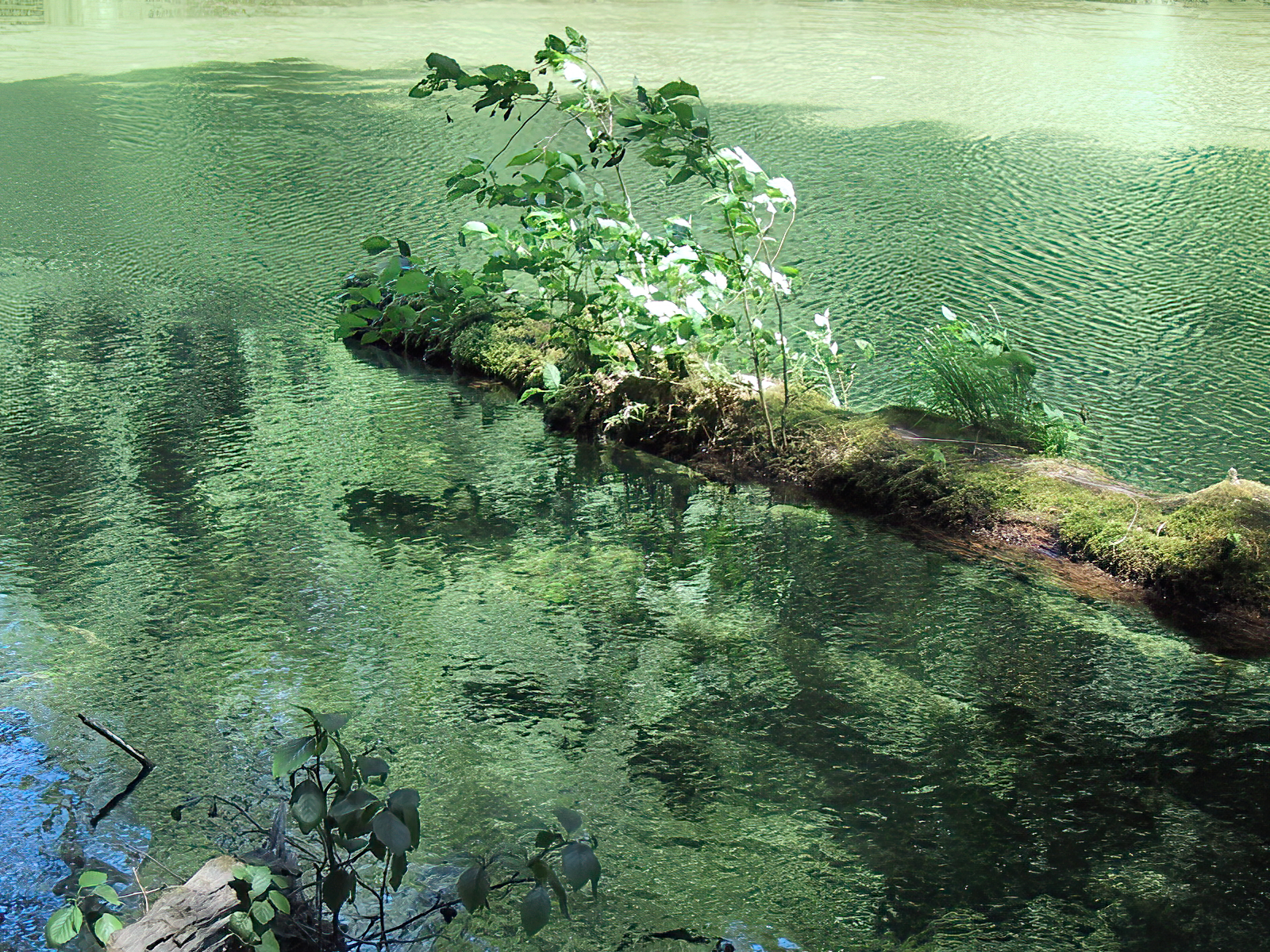
Земні і водні фототрофи: Рослини ростуть на колоді, що плаває у воді багатій на водорості.

Фототрофи, фотоавтотрофи або фотосинтетики — організми, які здійснюють фотосинтез.
Використовуючи енергію сонячного світла, вуглекислий газ і воду перетворюють на органічний матеріал і використовують в клітинних функціях. В екологічному контексті, вони забезпечують живлення для всіх інших форм життя (окрім інших фототрофів, хемотрофів). У наземних екосистемах, рослини — домінантна форма фототрофів, хоча водні оточення містять ряд фототрофних організмів, наприклад водорості, і бактерії (наприклад, ціанобактерії, які складають переважну більшість організмів Землі за масою). Одним продуктом цього процесу є крохмаль, який є формою зберігання вуглецю, та який може використовуватися, коли світла недостатньо для забезпечення потреб організму. Деякі фотосинтезуючі бактерії замість хлорофілу містять бактеріохлорофіл, і для хімічного процесу використовують водень із сірководню замість води. Бактеріохлорофіл поглинає світло у фіолетовій, ультрафіолетовій і інфрачервоній частинах спектру, за межами спектру хлорофілу. Пурпурові сіркобактерії і зелені сіркобактерії використовують світло, вуглекислоту та сірководень від анаеробного розпаду для виробництва вуглеводів, сірки і води. Ціанобактерії живуть в прісній воді, морях, ґрунті і лишайниках, і використовують подібний до рослинного фотосинтез, виробляючи кисень як побічний продукт. Вони залежать від фотосинтезу як для отримання енергії, так і для отримання сполук вуглецю.